# Brijunska deklaracija
Brijunska deklaracija ili Brijunski sporazum je deklaracija donesena 8. srpnja 1991., kojom je proglašenje hrvatske samostalnosti odgođeno na tri mjeseca, do 8. listopada 1991.
Tijekom raspada SFRJ i izbijanja rata u Sloveniji, a zatim i u Hrvatskoj, Hrvatski sabor 25. lipnja 1991. donosi Ustavnu odluka o suverenosti i samostalnosti Republike Hrvatske. Na poticaj Europske zajednice dolazi do sastanka na Brijunima.
Na sastanak je došlo hrvatsko i slovensko državno vodstvo, a Slobodan Milošević se, iako pozvan, nije pojavio. Kao predstavnik Jugoslavije došao je Borislav Jović, tadašnji predsjednik Predsjedništva SFRJ, a EZ je na sastanak poslala tri ministra vanjskih poslova država članica. Bili su to Hans van den Broek iz Nizozemske (kasnije bio i povjerenik EU), Jacques Poos iz Luksemburga i João de Deus Pinheiro iz Portugala.
Tri mjeseca kasnije, 8. listopada 1991., sabor je izglasao Odluku o raskidu državnopravnih sveza s ostalim republikama i pokrajinama SFRJ, čime je završen proces osamostaljenja Hrvatske od SFRJ.